# 남해
남해(南海, 문화어: 조선남해/朝鮮南海)는 대한민국 남부의 해역이다. 국제 수로 기구는 해당 수역을 포함한 인근의 해역을 동해와 황해로 구분하고 있고 남해를 별도로 구분하지는 않고 있다. 국제 수로 기구의 구분에 따르면 전라남도 해남군의 남단을 기준으로 동쪽은 동해에 서쪽은 황해에 속한다. 제주도의 남쪽 연안을 경계로 동중국해와 맞닿아 있다.
수역 경계에 대한 명확한 정의가 없기 때문에 해역의 관리 주체에 따라 적절히 경계를 설정하여 관리하고 있다. 해양수산부 산하의 남해어업관리단은 가덕도 남단의 서쪽에서 영산강 하구의 동쪽 사이의 연안과 먼바다를 관리 해역으로 삼고 있으며 같은 해양수산부가 관리하는 해양환경정보포털은 대략 섬진강을 기준으로 서남해역생태구와 대한해협생태구를 구분하고 있다.

## 해역의 범위
1997년 국립수산진흥원이 발간한 《한국해양편람》은 울산광역시의 태화강 하구 방어진항를 동해와의 경계로 하고 전라남도 진도군의 진도를 서쪽 경계로 하여 황해와 구분하는 해역을 남해로 정의하였다. 한편 기상청은 국립해양조사원과 같이 서해와 남해의 경계를 전라남도 해남 반도 남쪽 끝으로 정하고 있지만, 동해와 남해의 경계는 부산광역시와 울산광역시의 해안 경계점으로 정하고 있다. 일반적으로는 부산항에서 진도 사이의 다도해와 제주도 연안을 포괄하는 영역을 가리킨다.
대한민국 국가지도집은 해도에 별도로 남해를 표기하고 있지 않지만 부가 설명에서 대한해협을 중심으로 한 남쪽 바다로 설명하고 있다.

## 지리
남해는 수심 100 m 미만의 얕은 바다이고 해저 지형은 황해에서 이어져 완만한 경사를 이루다가 제주도 남동 방향에서 수심이 깊어진다. 최대 수심은 약 198 m, 평균 수심은 71 m 정도이다.
남해는 지질학적으로 영남육괴와 경상분지의 경계에 해당하며 오랜 해안 침식과 해수면 상승으로 갯벌과 많은 섬으로 이루어진 다도해가 발달되어 있다. 한반도의 남부 해안인 다도해 지역은 고원생대의 화강암과 편마암 등의 기반암 위에 중생대의 퇴적암 층이 형성되어 있다. 화강암 계열의 기반암 해안은 오랜 세월 동안 침식된 암석들이 완만한 경사를 이루는 반면, 중생대의 퇴적암은 해식 작용으로 가파르게 깍여 절벽과 기암 괴석으로 이루어진 경치를 선사한다. 수 많은 섬들에 이러한 경관이 펼쳐져 다도해해상국립공원과 한려해상국립공원이 지정되어 있다.
남해의 해안과 섬은 대부분 화강암과 퇴적암이 주를 이루나 몇 곳에는 화산 활동에서 기인하는 지형도 있다. 특히 통영시와 거제시의 해안에 발달한 주상절리 등이 유명하다.
한편 남해의 남쪽에 솟은 제주도는 해저화산의 융기로 형성된 섬으로 섬 전체가 화산 활동에서 비롯된 지질 및 지형 특징을 보인다.

### 갯벌

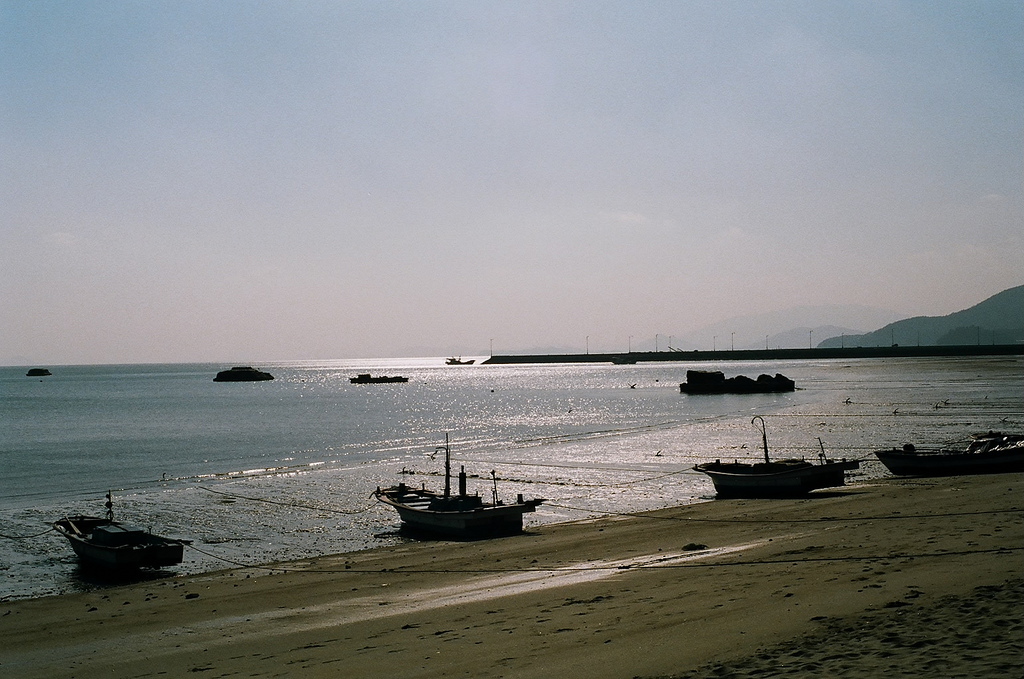
전라남도 보성군 율포 해안

갯벌은 밀물과 썰물에 따라 바닷물에 잠겼다가 드러나기를 반복하는 연안의 평탄한 지역이다. 완만한 경사를 이루는 해안가에 조류에 의해 운반되는 미새한 입자들이 퇴적되어 형성된다. 최종 빙기 당시 해수면이 크게 내려가면서 황해와 남해의 상당 지역은 육지였으며 이후 차츰 기온 상승과 함께 해수면 역시 상승하여 바다가 되었다. 한국의 갯벌은 이러한 해수면 상승과 함께 발달한 것으로 대략 5천년 전 무렵부터 한반도의 강을 통해 황해와 남해로 흘러 들어간 토사가 퇴적하여 형성된 것이다.
갯벌은 갯지렁이와 같은 환형 동물, 바지락, 꼬막과 같은 조개, 범게, 달랑게, 농게와 같은 갑각류, 망둥어, 숭어와 같은 어류 등이 어우러져 다른 곳과 다른 독특한 생태계를 형성한다. 한국의 갯벌은 주로 황해와 남해서부에 크게 발달되어 있으며 남해안 전체에서 관찰되어 부산항 근처까지 분포하고 있다. 순천시와 보성군 사이의 순천만과 여자만을 잇는 해안의 갯벌인 보성 벌교 갯벌은 2006년 람사르 협약에 등록된 습지이다.

### 다도해

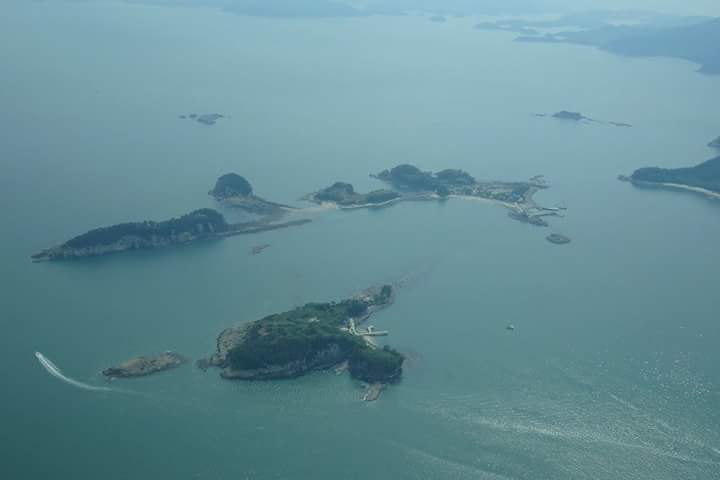
경상남도 남해군의 사도

황해 남부에서 남해 서부로 이어지는 연안은 대한민국에서 가장 섬이 밀집되어 있는 구간으로 흔히 다도해라고 불린다. 다도해해상국립공원에는 약 4백여 개의 섬이 있다. 이 섬들 역시 최종 빙기 이후 이루어진 해수면 상승에 따라 바닷물이 들어오면서 육지에서 섬으로 변한 것들이다. 노령산맥의 줄기와 연결된 높은 지역은 섬으로 남고 평야였던 곳은 바다 속으로 잠기게 되었다. 한편 여수시의 백도와 같은 남해 동부의 섬들은 경상분지의 형성 시기와 비슷한 시기에 화산 활동과 지각 변동의 영향을 받으며 융기한 흔적이 있다. 이곳의 섬들이 육지와 떨어지게 된 것은 해수면 상승의 결과이지만 지각 변동에 따른 융기 역시 일정한 역할을 하였을 것으로 추정된다.
남해의 주요 섬으로는 다음과 같은 곳들이 있다.
| 이름   | 위치            | 면적        |
| ------ | --------------- | ----------- |
| 제주도 | 제주특별자치도  | 1,845.88 ㎢ |
| 거제도 | 경상남도 거제시 | 378.14 ㎢   |
| 진도   | 전라남도 진도군 | 363.16 ㎢   |
| 남해도 | 경상남도 남해군 | 357.28 ㎢   |
| 완도   | 전라남도 완도군 | 90.074 ㎢   |

## 기후와 식생
남해의 해류는 쿠로시오해류의 지류인 대마해류와 황해를 순환하는 황해난류의 영향을 받는다. 따듯하고 염도가 높아 검은 빛을 띄는 쿠로시오해류는 일본의 규슈 앞에서 일부가 갈라져 북상하면서 대마해류가 된다. 대마해류는 쿠로시오해류 본류의 특성을 잃고 코발트색이 되어 북상하는 따듯한 해류로 겨울철 영동지방에 많은 눈이 오게 한다. 이러한 난류의 영향으로 남해 역시 수온이 따듯하고 온난 습윤한 기후를 보인다.
다도해 지역은 온난 습윤한 기후로 상록활엽수가 자연적인 우점종이나 과거 연료 채취를 위한 벌목과 허가를 받지 않은 도벌이 오랫 동안 이어지면서 인위적 교란으로 자연적인 숲이 발달한 곳은 극히 드물다. 해안가에는 바람에 강한 곰솔 등의 침엽수가 군락을 이루는 경우가 많고 보호림으로 지정된 곳에는 붉가시나무, 참가시나무, 참식나무, 실잣밤나무, 후박나무, 구실잣밤나무 등의 군락이 있다.
제주도의 경우 높이 솟은 한라산의 고도에 따라 온난 습윤한 해안에서 부터 고산기후를 보이는 한라산 정상 부근에 이르기까지 다양한 기후와 식생대를 보인다.
한반도의 다른 곳과 같이 남해안의 섬지방에도 여러 귀화식물이 자리잡고 있다. 대표적인 귀화식물로는 족제비싸리, 아까시나무, 가죽나무 등의 목본, 개망초 등의 국화과 초본과 같은 것들로 남해안에는 3종의 목본과 131종의 초본이 귀화식물이 되어 서식하고 있다. 이들 귀화식물은 섬들이 육지에서 얼마나 멀리 떨어져 있는 지는 별 상관을 보이지 않았고 사람이 살고 있는 섬의 경우 귀화식물 역시 더 많이 자리 잡고 있어 자연적인 전파보다는 인위적 원인으로 인한 전파가 이유인 것으로 짐작된다. 각종 물자와 사람이 육지와 섬을 오가면서 씨앗이 함께 들어갔을 것이다.

## 해양 생태계

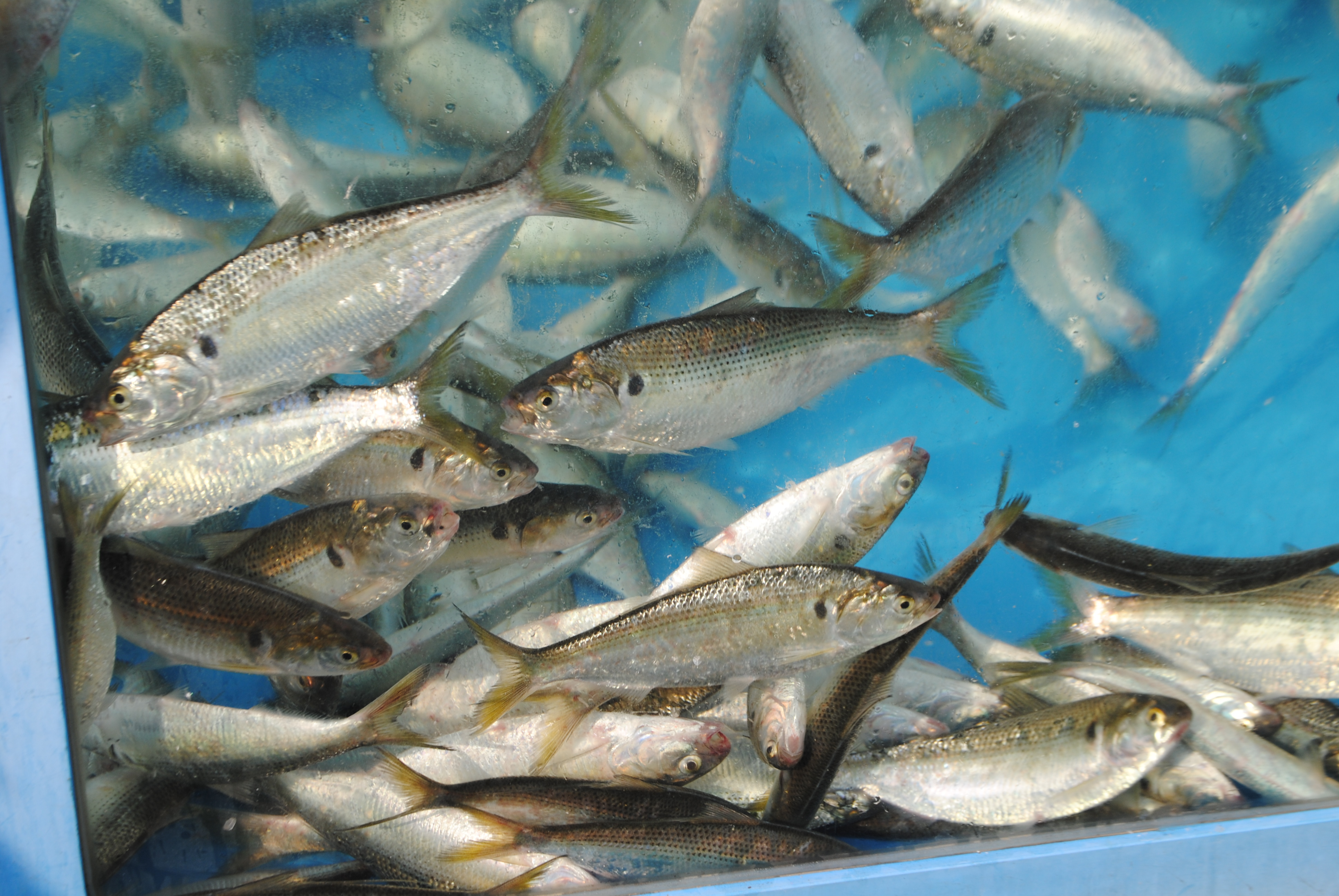
전어는 남해 연안의 대표적인 어류이다.

남해의 생태계는 크게 나누어 광양만에서 울산광역시 인근에 이르는 남해 동부, 황해와 이어져 넓은 갯벌이 발달해 있는 남해 서부, 그리고 한반도 연안에서 떨어져 독특한 생태계를 지닌 제주도 연안으로 구분할 수 있다.
남해 동부는 남쪽에서 올라오는 난류인 대마난류와 북쪽에서 내려오는 한류인 북한한류가 마주하는 곳으로서 계절에 따라 서로 다른 수괴가 더 큰 영향력을 발휘하여 생태계 역시 계절적 변화를 보인다. 또한 여름철에는 높은 강수량으로 낙동강과 섬진강에서 많은 담수가 유입되어 염도가 낮아지고 반대로 겨울철에는 염도가 상승한다. 2020년에서 2021년 사이 여수 동부 연안의 어류를 조사한 보고서는 총 7목 28과 43종의 채집 결과를 집계하였고 가장 많은 개체수가 채집된 우점종으로 숭어, 전어, 농어, 감성돔, 보구치 등을 들었다. 계절적 영향으로 여름철에는 전어와 농어가 우점하고 겨울에는 숭어와 청어가 우점하는 특징을 보인다.
남해 서부는 너른 갯벌이 발달하여 각종 환형동물에서 갑각류, 조개류가 풍부하다. 이를 바탕으로 다양한 생물이 먹이사슬을 이루는 풍부한 생태계를 보인다. 서해에서 남해서부로 이어지는 갯벌에는 대략 650여 종의 생물이 서식하고 있다.
제주 연안은 한반도 연안보다 먼 바다에 위치하고 있어 보다 다양한 수괴가 생태계에 영향을 미친다. 제주 연안에 영향을 미치는 해류로는 쿠로시오해류와 그 지류인 대마해류, 황해난류 외에도 한반도 연안과 황해의 심층수, 중국대륙 연안에서 유입되는 심층수 등이 영향을 미친다. 제주 연안과 먼 바다는 대한민국에서 가장 남쪽에 위치해 있어 수온이 다른 곳에 비해 높고 아열대성 어류가 많이 서식하고 있다.
기후 변화의 영향으로 한반도 주변 바다의 수온도 계속해서 상승하는 중이고 이에 따라 생태계 역시 변화하고 있다. 남해안에서 잡히던 소라는 342 Km나 북상하여 울진군 앞바다에서도 발견되고 있으며, 남해안과 포항 북구 정도에서 서식하던 달랑게도 울진군에서 관찰된다.

### 저서생물
저서생물은 강, 호수, 바다 등의 바닥에 서식하는 수중생물이다. 서식지에 따른 분류이기 때문에 환경에 적응한 각종의 생물들을 아우른다. 2015년에서 2016년 사이 진행된 남해안 특정도서의 저서생물 조사에서는 총 80종의 대형 저서동물이 관찰되었다. 관찰된 저서생물은 연체동물 54종, 절지동물 15종, 자포동물 6종으로 총 80여 종이었고, 절지동물인 검은큰따개비, 이매패강에 속하는 굴, 복족강에 속하는 좁쌀무늬총알고둥 등이 우점종으로 나타났다. 이 가운데 검은큰따개비는 수온에 민감하여 기후변화지표종으로 지정되어 있으며 조사 당시 11개 섬에서 관찰되었다. 한편 자포동물로는 해변말미잘, 풀색꽃해변말미잘 등이 있다.
육상의 식생과 마찬가지로 해양의 저서생물 역시 여러 요인에 의한 외래종이 관찰된다. 외래 저서생물의 확산은 선박의 이동이나 일부 화물 등에 함께 실려온 것 등을 이유로 생각할 수 있다. 남해안에서 관찰되는 외래 저서생물로는 캘리포니아와 유럽 중부가 원산인 보어밴키해변해면, 지중해가 원산인  큰다발이끼벌레, 영국이 원산인 한구멍이끼벌레, 캘리포니아와 칠레가 원산인 뚱뚱이짚신고둥 등이다. 이끼벌레류는 양식을 위해 설치한 통발에 번식하여 조업에 지장을 초래하고 뚱뚱이짚신고둥은 전복과 같은 패각류 양식장에 번져 상품성을 저하시킨다.
게는 해변과 수중을 오가는 대표적인 저서 생물가운데 하나이다. 남해안에는 다양한 종류의 게들이 서식하고 있다. 이 가운데 범게는 한국의 고유종이다.

### 해양 포유류

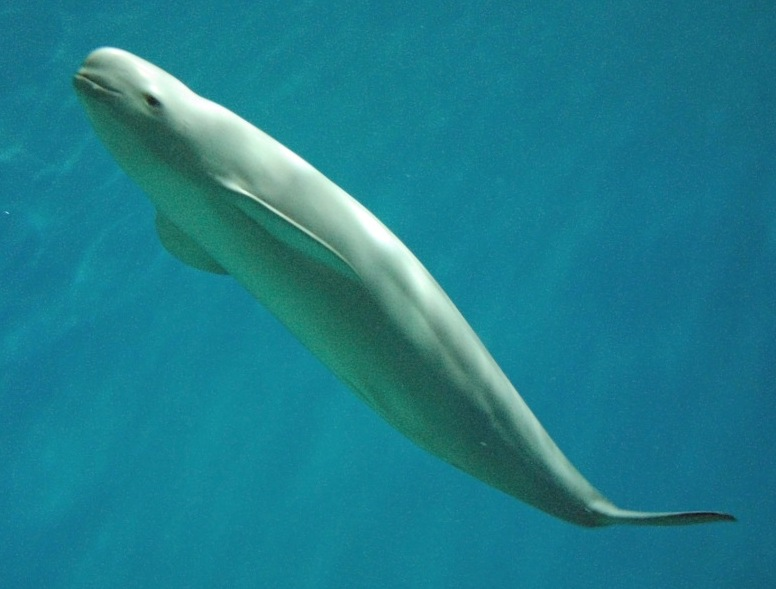
상괭이

남해의 대표적인 해양 포유류는 상괭이이다. 상괭이는 페르시아만에서 일본에 이르는 아시아의 연안에 분포하고 있는 소형 돌고래류이다. 남해에서는 특히 완도, 여수만, 가덕도 주변에서 관찰되었다. 한때 남획과 혼획으로 개체수가 급감하였으나 2024년 황해와 남해에서 약 4천5백 마리의 개체수가 확인되었다. 그러나 여전히 어선의 그물에 걸려 죽는 경우가 많아 연평균 1,223 마리가 그물에 걸려 죽고 있다.
남방큰돌고래는 제주 연안의 대표적인 해양 포유류로 이 역시 현대에 들어 개체수가 급감하였다. 21세기에 들어 꾸준한 보호 정책이 시행되었고 2017년 기준 개체수는 117 마리로 관찰되었다. 제주 앞바다에서 불법 포획되어 돌고래쇼에 동원되었다가 다시 야생으로 돌려보내진 제돌이가 유명하다.
주로 동해에 서식하는 물개도 남해에 서식 중이다.

### 조류

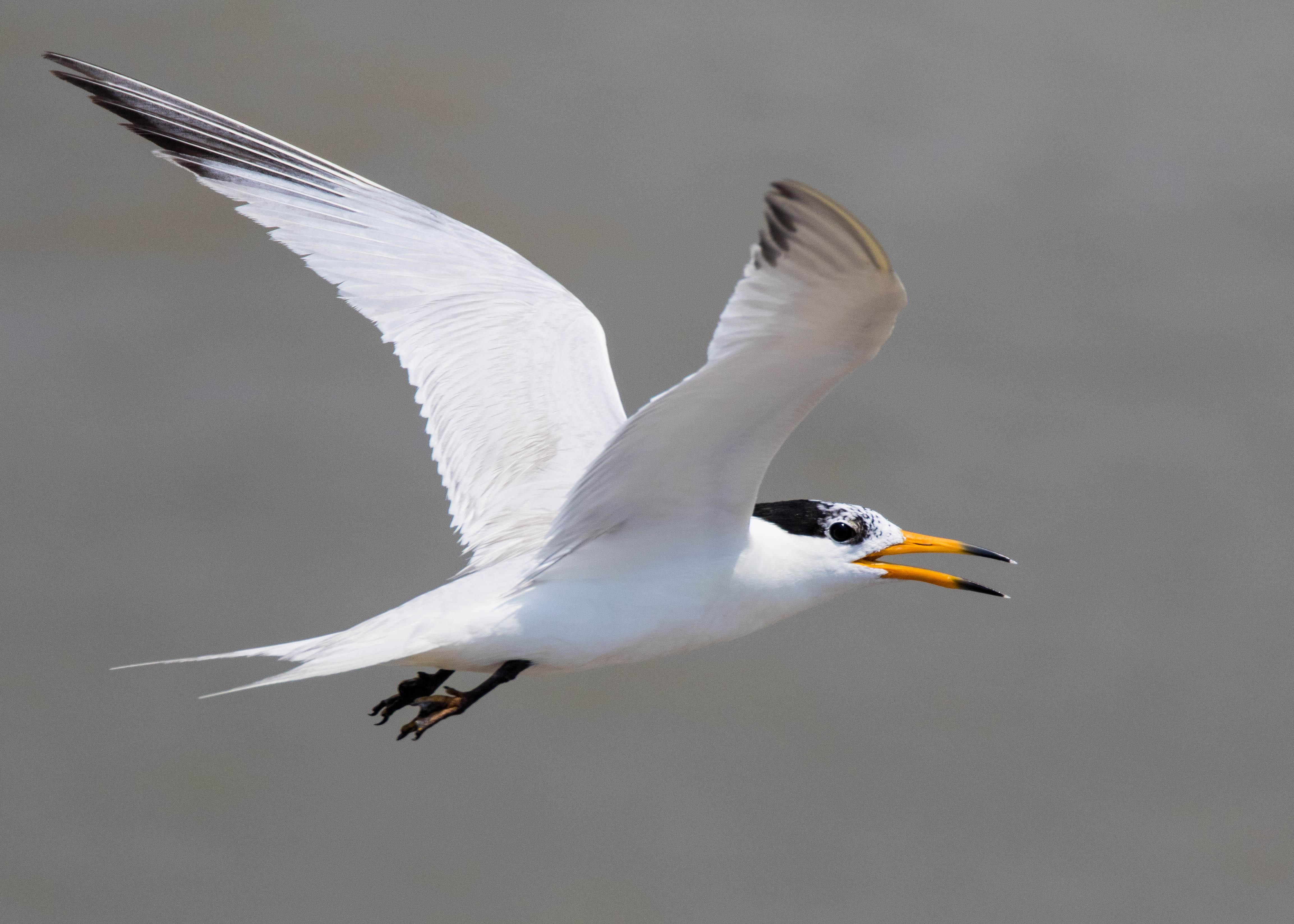
뿔제비갈매기

남해에는 여러 종류의 새들이 살고 있다. 대표적인 연안의 새로는 갈매기가 있다. 남해안에서는 주로 괭이갈매기가 보인다. 통영시 앞바다의 홍도에서는 해마다 괭이갈매기의 번식기가 빨라져 예년에는 4월 초였던 산란기가 2020년에는 3월 말까지 당겨졌다. 이는 기후 변화와 연관이 있는 것으로 보인다.
남해의 무인도에서 발견되는 뿔제비갈매기, 팔색조, 호반새 등은 개체수가 극히 적어 세계적인 보호종이다. 섬진강 하구에는 알락꼬리마도요, 독수리와 같은 멸종위기종이 서식하고 있다.

## 역사

### 선사시대

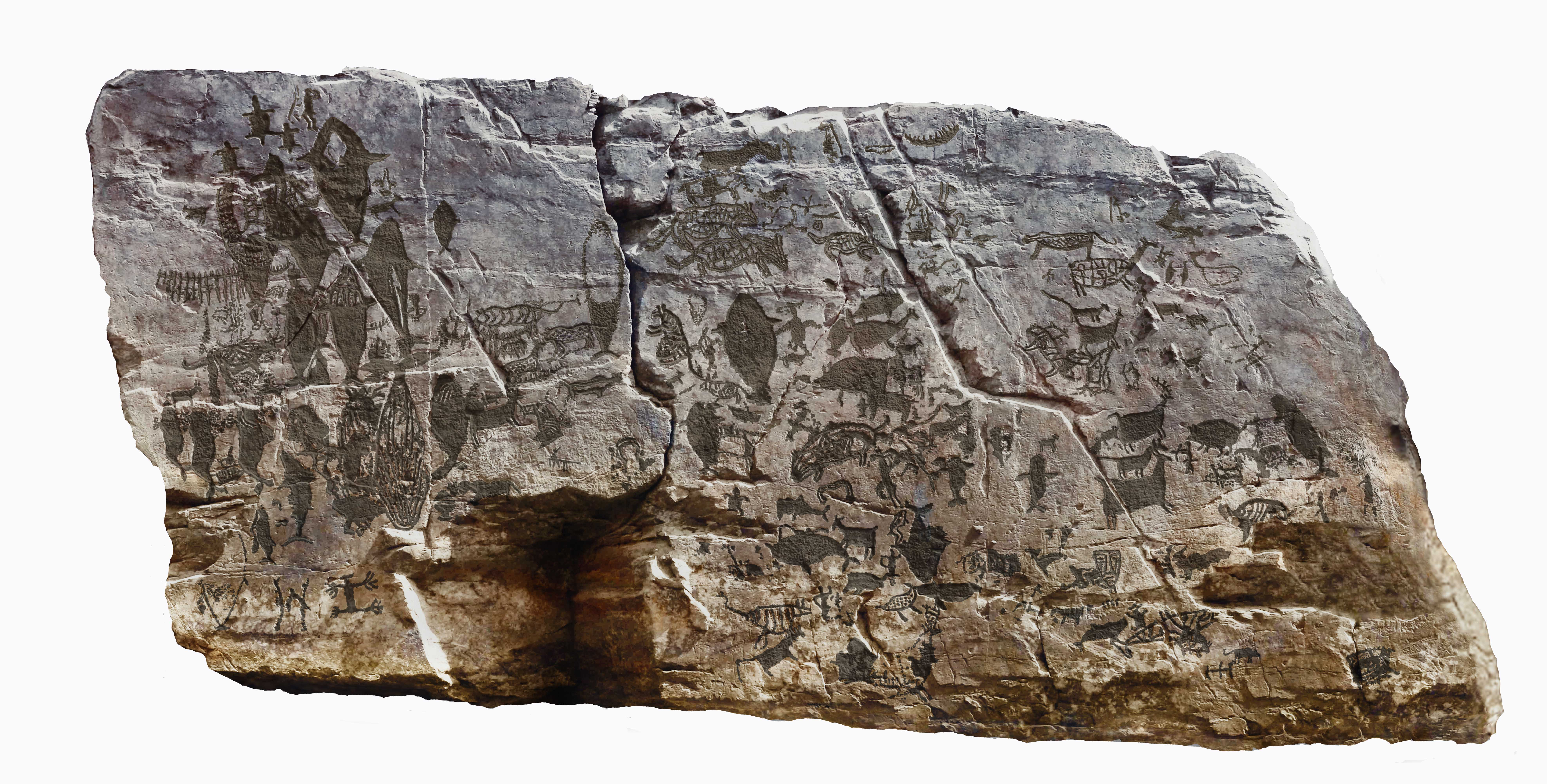
반구대 암각화

아프리카 동부에서 기원한 것으로 추정되는 현생 인류는 해안선을 따라 인도와 동남아시아를 거쳐 동아시아까지 퍼져나갔다.:50-51 따라서 초기 인류의 주요 식량원 가운데 하나는 조개와 같은 생물들이었고 가는 곳마다 조개 껍질을 버려 쌓인 패총을 남겼다.:56 남해안에도 이렇게 만들어진 패총들이 많이 발굴되었다.
현생 인류는 구석기 문화에서 시작하여 신석기 문화로 발전하였으며 이 과정에서 거주지와 생활사에 중요한 요인으로 작용한 것은 최종 빙기 이후인 홀로세의 기후 변화였다. 최종 빙기 이후 기온 상승과 함께 해수면도 상승하여 초기 인류는 지속적으로 해안선 변화와 기후 변화에 대응하여야 하였다. 동아시아 지역으로 이주한 초기 인류 집단은 대략 6만년 전 지금의 인도네시아 등을 중심으로 거대한 육지로 연결된 순다랜드에서 출발한 것으로 보이며 이들 가운데 일부가 지금은 바다가 되어버린 황해의 연안과 연해주에 이르는 지역까지 퍼져나갔다.
남해안의 구석기 문화는 영산강 유역을 중심으로 100여 곳이 넘게 발굴되었다. 이들은 대략 5만년 전 - 4만년 전의 유물들로 주로 뗀석기를 이용하는 후기 구석기 문화를 보인다. 출토된 식물의 꽃가루를 분석해 보면 이 시기 남해안 지역은 한랭 온대 또는 아한대 기후를 지녀 오늘날 한반도 북부와 비슷하였을 것이다. 이 구석기 문화와 후대에 나타나는 신석기 문화 사이에는 적지 않은 간극이 있어 기후 변화와 함께 사람들의 이동이 있었음을 보여준다.
대략 기원전 1만년 이전으로 소급되는 한반도의 신석기 문화유적이 남해안 지역에서 발굴되었다. 신석기 시대 거주지인 제주특별자치도의 제주 고산리 유적은 민무늬 토기가 함께 출토되었다. 남해안 지역의 신석기는 구석기 시대의 뗀석기 기법이 발달되며 이어진 특징을 보이고 간석기는 흔하지 않다. 신석기 중후반의 문화에서 뼈를 이용한 낚시 바늘과 작살 등이 함께 보여 어로와 조개 채집이 함께 이루어졌음을 알 수 있다.
해수면의 상승은 일률적이지 않았으며 주기적인 소빙기와 함께 오르 내렸다. 남해안 지역에서 해수면이 가장 크게 상승한 시점은 약 4천년 전에서 3천 2백년 전 무렵으로 반구대 암각화가 그려진 오늘날 태화강 상류 지역까지 해안선이 올라가 있었다. 이후 차츰 해수면이 하강하여 오늘날과 같은 해안선을 지니게 되었다. 남해안 지역에서 발견되는 패총은 주로 신석기 중기에서 후기의 것으로 소라, 홍합, 삿갓조개와 같은 해양성 조개류에서 논우렁이, 산우렁이, 다슬기와 같은 민물성 복족류가 발견되어 시간이 지남에 따라 해안선이 하강하면서 사람들이 민물 어로를 더 많이 하게 되었음을 보여 준다. 물고기로는 참돔, 방어, 상어 등의 뼈가 보여 쿠로시오해류의 영향을 받은 난류성 물고기를 주로 잡았음을 알 수 있고, 물개와 같은 해양 포유류 뿐만 아니라 사슴, 노루와 같은 육상 포유류도 사냥한 유물이 함께 나온다.

### 고대

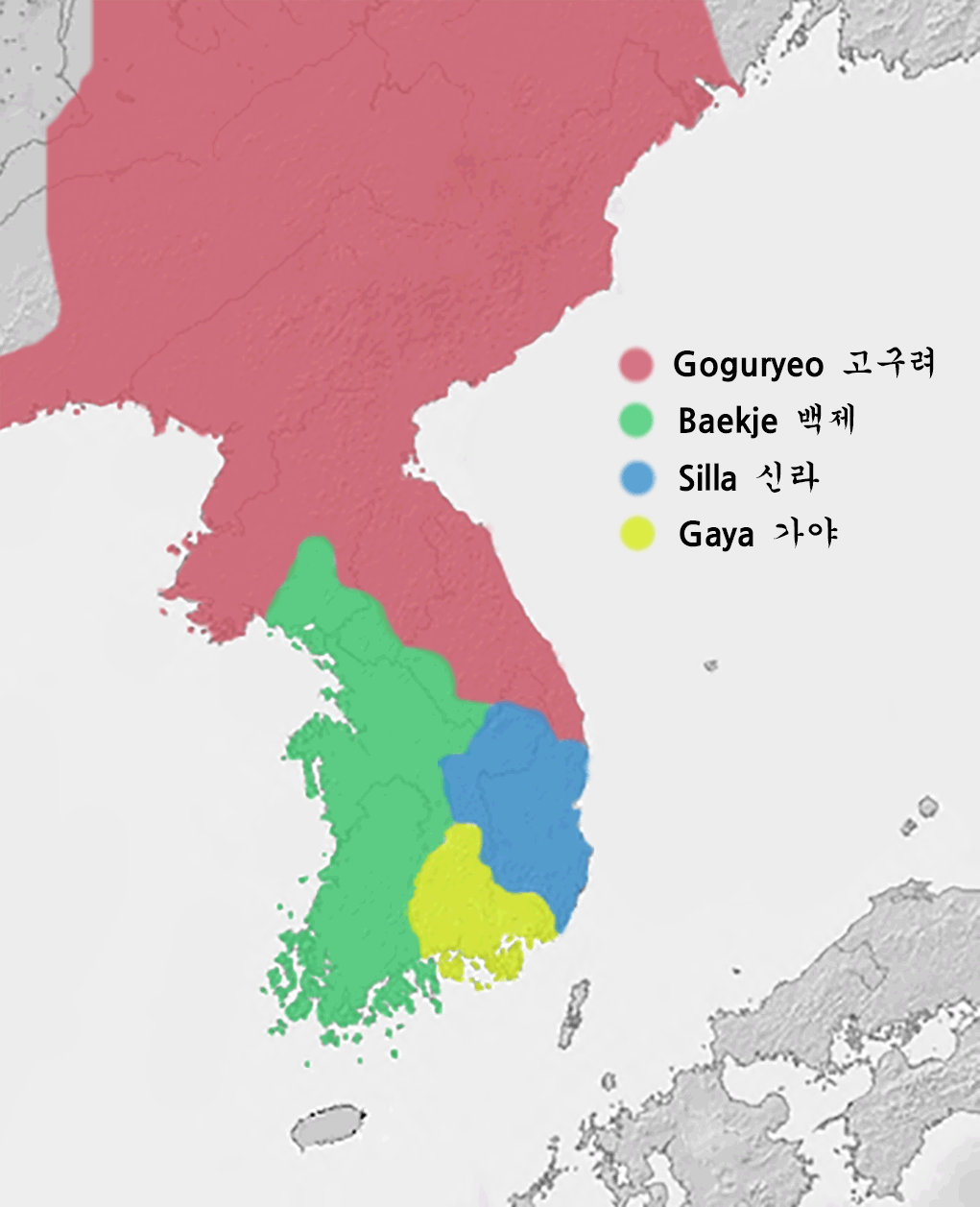
4세기 후반 무렵 한반도의 국가

한반도의 초기 고대를 특징 짓는 청동기는 남해안 지역에서 초기 철기 시대까지 계속하여 사용되었다. 이 청동기의 물질 조성을 살펴보면 북방의 것과는 달라 지역 내에서 생산된 금속을 사용하여 자체적으로 제작한 것으로 보인다. 울산 검단리에서 발굴된 검단리형토기는 다양한 무늬가 새겨지고 손잡이가 달리기도 하였으며 돌칼 등과 함께 출토되어 청동기 시대에도 실제 생활 도구는 여전히 석기였음을 확인해 준다. 남해 다정리 지석묘와 같은 고인돌들의 출현은 각 지역마다 거대한 돌무덤을 만들 수 있는 정치 권력이 형성되었음을 보여준다. 철제 무기가 함께 출토된 제주도의 용담 지석묘군과 같이 남해안의 지석묘 조성은 철기 시대에 이르기까지 계속되었다. 사천에서는 기존의 움집에서 벗어나 기둥 위로 마루를 올린 청동기 시기 고상 건축물이 발견되기도 하였다.
원삼국시대의 남해안은 마한, 변한, 진한 등의 고대 부족 연맹체 국가들이 있었고, 사천시의 늑도와 같은 섬들이 해상교통의 요지로 자리잡았다. 삼국시대에 들어 남해안의 정치 세력은 백제, 가야, 신라 등으로 정비되었으며 가야가 해체 된 뒤 백제와 신라의 세력 다툼이 격화되었다.
신라가 고구려와 백제를 무너뜨린 이후 남해안은 중국과 신라, 일본을 잇는 해상 요충지가 되었다. 장보고가 완도군에 세운 청해진은 한 때 이 지역의 해상을 장악하기도 하였다. 이 시기 신라는 세계 무역 네트워크에 연결되어 사람과 물자가 멀리 이동하였다. 신라의 승려 혜초는 인도를 방문하고 《왕오천축국전》을 남겼고 경주의 황남대총에서 발견된 유리 유물은 사산조 페르시아와 같은 중앙아시아에서 출발한 것이다.

### 고려
고려는 남부 지방의 행정 구역으로 전라도와 경상도를 설치하였고 이 구분은 약간의 경계 변화가 있으나 오늘날까지 유지되고 있다.
고려는 세곡의 운반을 위해 전국에 13개의 조창을 두고 조운선을 운용하였다. 이 가운데 남해안에 있던 곳은 다음과 같다.
| 조창 명칭           | 현위치                           | 수세(收稅)지역                                                |
| ------------------- | -------------------------------- | ------------------------------------------------------------- |
| 승주 해룡창(조양포) | 전남 순천시 홍내동               | 전라도 승주(현 순천), 보성 등과 주변 지역                     |
| 사주 통양창(통조포) | 경남 사천시 용현면 통양리･선진리 | 경상도 진주와 주변 지역                                       |
| 합포 석두창(나포)   | 경남 마산시 합포구 산호동        | 경상도 금주(金州, 현 김해), 양주(梁州, 현 양산)등과 주변 지역 |
| 영암 장흥창(조동포) | 전남 해남군 영암읍 해창리･마산리 | 전라도 영암, 장흥 등과 주변 지역                              |

각지에서 거둔 세곡은 조창에 집결된 뒤 남해안과 서해안을 따라 북상하여 개경까지 운반하였다. 조운선을 비롯한 해상 운송은 세곡뿐만 아니라 각종 물자를 함께 운반하였다. 전라남도 완도군 약산면 어두리에서 발견된 고려시대의 목선에서는 각종 고려청자와 수저, 그릇 등이 발굴되었다.
몽골 제국의 침략으로 강화도로 수도를 옮겼던 무신정권이 붕괴하고 원종이 출륙환도를 단행하자 삼별초는 이에 반발하여 진도의 용장성에 거점을 마련하고 저항하였다. 삼별초는 남해안의 합포(마산), 금주(김해), 동래, 거제, 남해, 나주 등과 제주에 까지 거점을 마련하였다. 이들 거점은 조운을 통해 세곡을 운반하는 주요 항로였기 때문에 고려 중앙 정부는 큰 재정적 타격을 입었다. 삼별초의 저항은 3년여 동안 지속되다 진압되었다.

### 조선
조선의 교통에서 해남군은 제주도와 연결하는 해로의 출발지였으며 경상도와 전라도의 세곡을 모아 서울로 보내는 조운선의 운항도 남해안을 따라 이루어졌다.
조선의 명나라의 영향을 받아 해금정책이 기본적인 정책이었다. 그러나 철저한 출입통제를 목적으로 한 명나라의 경우와 달리 사사로운 밀무역에 대한 통제와 왜구에 의한 피해 방지 차원이 컸다. 이러한 정책의 일환으로 조선은 남해안의 섬 지역에 사람이 사는 것을 제한하였으나 조선 후기가 되면서 점차 완화되었다. 조선은 해양 무역에 대해서도 부산포, 내이포, 염포에 일본인 거주지를 두고 왕래와 무역을 허용하였으나 삼포왜란이 일어나자 폐쇄하였고 이후 폐쇄와 개항을 번갈아 하였다.
임진왜란 당시 남해안은 주요 해전의 전장이었으며 이순신은 한산도대첩, 명량대첩 등에서 일본군을 대파하였다. 임진왜란 이전 조선 수군의 체제는 전라도와 경상도에 각각 좌수영과 우수영을 두어 바다를 방비하도록 하였으나 임진왜란이 일어나자 수군의 통합적인 지휘체계 필요성을 절감하고 삼도수군통제사를 신설하였다. 전라도, 경상도, 충청도의 수군을 총괄지휘하였던 삼도수군통제사는 초대 이순신 이후로도 조선말까지 계속하여 유지되었다. 통영시의 이름은 이 삼도수군통제사의 관아인 삼도수군통제영에서 유래한 것이다.
조선 말 강화도조약 이후 부산항이 개항장이 되었고 이후 목포항도 개항되었다. 1899년 개항한 마산항은 1913년 일제에 의해 폐항되었다가 1949년 다시 개항하였다.

### 일제 강점기

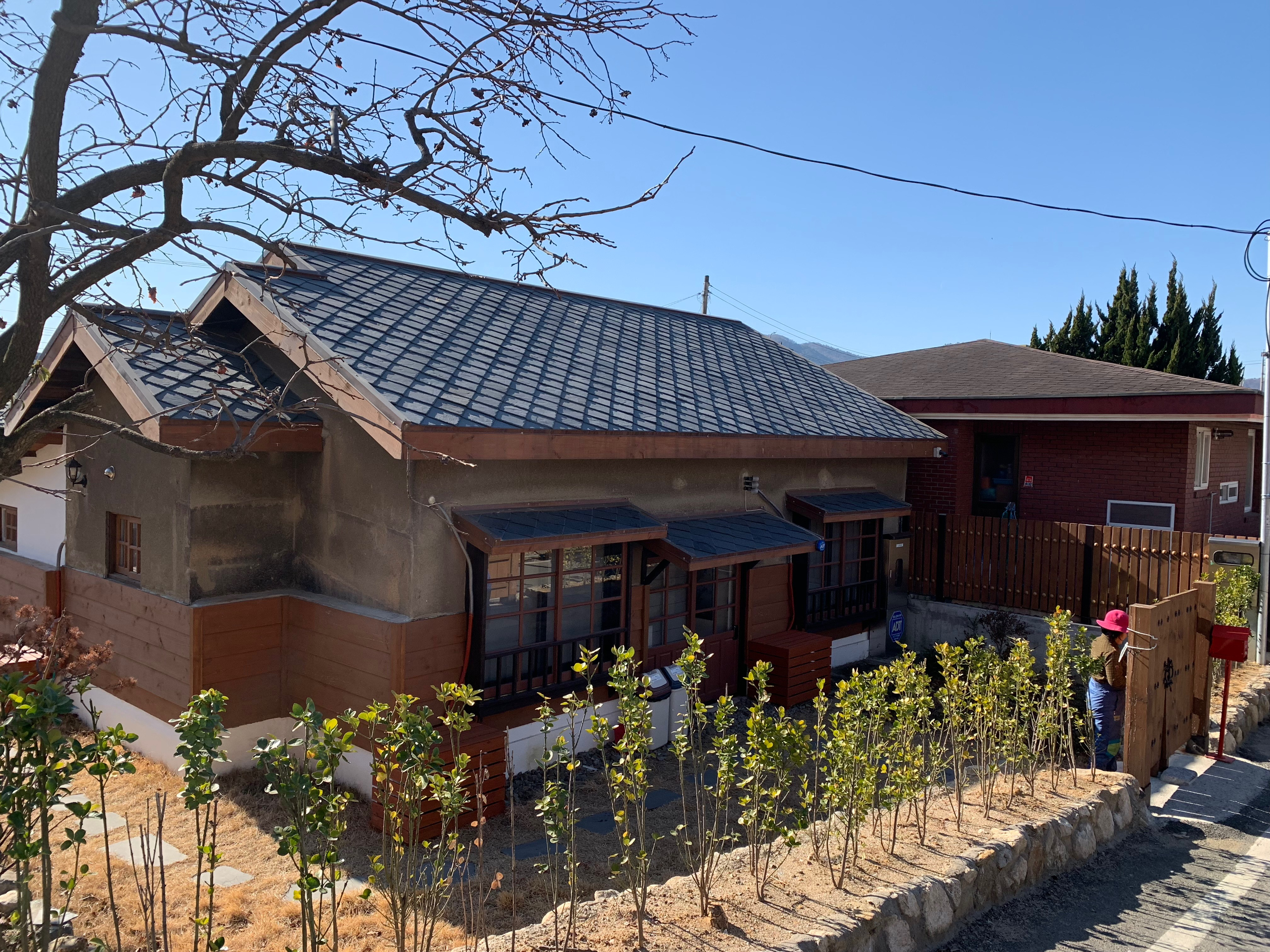
순천 조곡동 철도문화마을의 관사 건물

일제 강점기는 일본 제국주의에 의해 조선의 국권을 빼앗긴 시기이면서 동시에 세계 자본주의 시장에 편입되어 사회가 급변한 시기이기도 하다. 조선총독부는 한반도 남부에서 각종 광산을 개발하고 생산된 쌀을 수송하기 위해 철도를 놓고 항만을 개발하였다. 경부선은 국권을 상실하기 이전인 1905년 이미 개통되었고, 1911년에는 호남선이 1930년에는 전라선이 개통되었다. 순천 조곡동 철도문화마을에는 1936년 무렵 조성한 철도 종사자를 위한 관사가 남아있다.
1918년 일제는 기존의 다양한 농공조합을 통폐합하여 조선식산은행을 수립하였다. 이후 조선식산은행은 일본의 산미증식계획을 추진하기 위한 농업 자금 공급원이었다. 여수, 순천 지역의 산미증식계획은 대규모 간척과 함께 진행되었다. 일제는 황무지 개간, 간척, 공유지의 국유화 및 재분배 등을 통하여 대규모 토지를 헐값에 일본인 지주에게 불하하였다. 이 과정에서 남해안 일대에도 많은 일본인 지주 소유의 농장이 형성되었다. 창원과 김해 지역의 경우 진영농장의 사례를 들 수 있다. 이렇게 조성된 농장은 조선 시기 인정되던 소작인들의 영농권을 인정하지 않고 생산량의 6할에 달하는 과중한 소작료를 거두어 사회 문제가 되었다. 이에 따라 남해안 각지에서도 소작쟁의가 끊이지 않았다. 1923년 8월부터 1924년 8월까지 있었던 암태도 소작쟁의가 유명하다. 한편, 이러한 대규모 농장 지주의 처신과 소작농과의 갈등은 일본인 지주에만 국한된 것은 아니었다. 조선총독부의 지주권 우선 정책에 편승한 조선인 대지주들 역시 같은 행태를 보였다.
태평양전쟁이 일어난 뒤 전시 체계가 되자 조선식산은행을 비롯한 금융기관은 강제적인 저축 강제와 대출 억제를 통해 전쟁으로 인한 금융 위기를 모면하고자 하였다. 이렇게 조달한 재원은 각종 전쟁 채권을 구입하여 일제의 전쟁비용 충당에 사용되었다.

### 20세기 후반

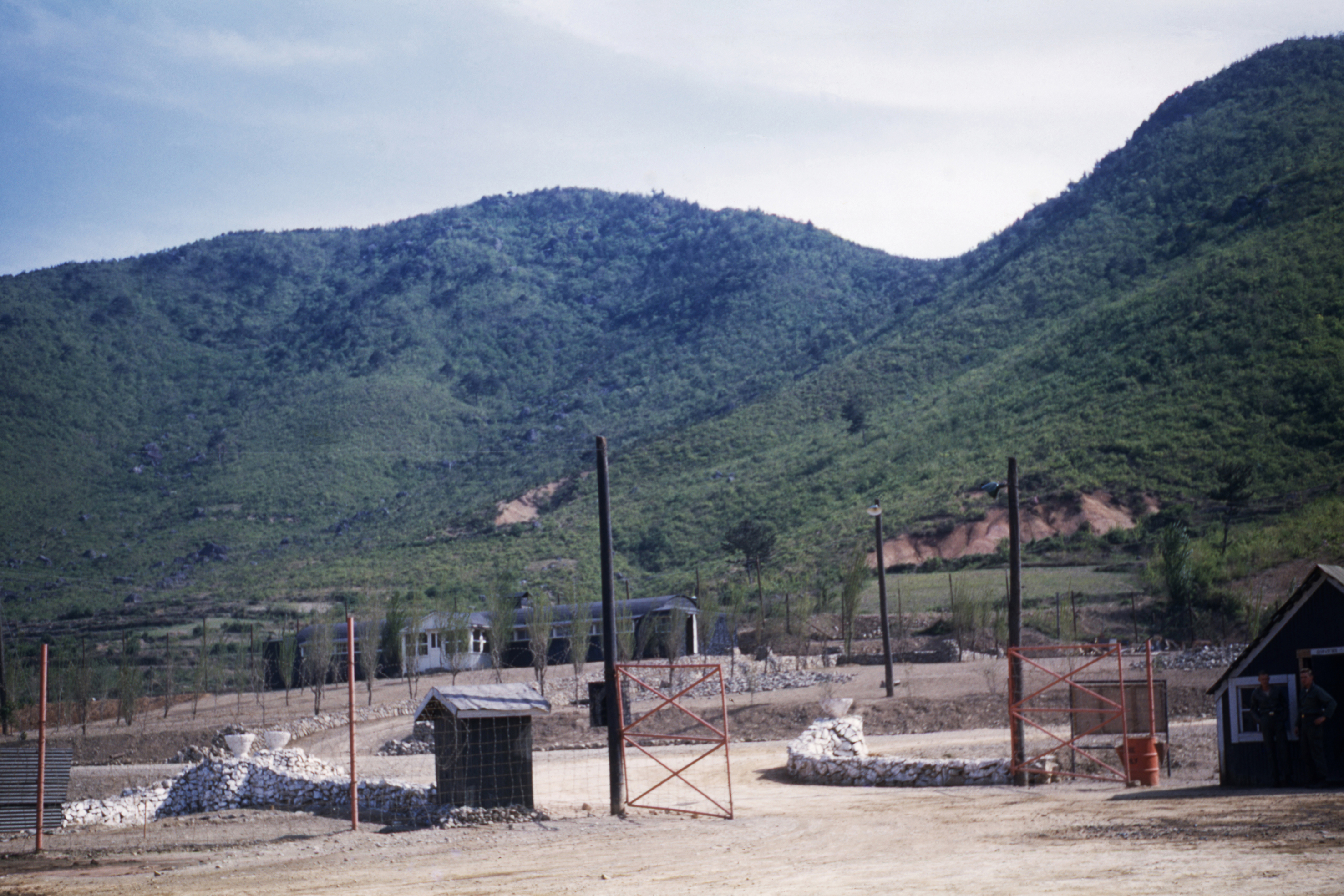
1951년 촬영한 거제포로수용소의 입구

1945년 8월 15일 일본제국이 연합군에 무조건 항복하여 태평양전쟁은 끝을 맺었다. 이후 한국은 해방정국 속에서 신생 국가 수립의 향방을 놓고 많은 갈등을 빚었다. 미군정과 소련군정은 미소공동위원회를 구성하고 한반도 전체에 단일한 국가 수립을 위한 타협을 시도하였으나 실패하였고 모스크바 삼상회의의 신탁통치 안이 알려지자 국내 정치는 격렬한 반탁운동과 함께 극단적인 좌우 대립 양상을 보였다. 이러한 상황에서 남해 지역은 제주 4·3 사건과 여수·순천 사건이 일어나 많은 민간인이 희생되었다. 이들 사건의 민간인 희생자는 대부분 진압을 위해 투입된 군경과 서북청년단 등의 우익 조직에 의한 것이었다.
1948년 남북 각각에서 단독 선거를 통한 정부가 수립되었다. 38선 이남에서는 8월 15일 대한민국 정부가 수립되었고, 이북에서는 조선민주주의인민공화국이 세워졌다. 1950년 6월 25일 북측이 기습 남침하여 한국전쟁이 시작되었다. 변변한 현대적 무기가 없던 대한민국 국군은 소련제 전차를 앞세운 조선인민군의 전격전에 크게 후퇴하였고 남해안 지역 역시 이들이 장악하였으나 미군을 비롯한 유엔군이 참전하고 인천상륙작전을 통해 반격하게 되면서 전황은 빠르게 뒤바뀌었다. 기존의 좌익 게릴라와 미처 후퇴하지 못한 조선인민군 병력 등으로 이루어진 남부군이 지리산 등지에서 저항하였으나 진압되었다. 한편 거제도에는 거제포로수용소가 설치되어 전쟁 중 사로잡은 조선인민군과 중국인민지원군 등의 포로를 수용하였다. 한국전쟁은 3년이 넘는 기간 동안 수백만 명의 희생을 치르고 휴전으로 마무리 되었다.
이승만은 반복적인 개헌과 부정선거를 동원하며 사실상 종신 통치를 획책하였다. 1960년 3월 15일 마산에서  3·15 부정선거에 반대하는 시위를 하던 김주열이 최류탄에 맞아 사망한 뒤 바다로 던져저 유기되는 사건이 일어났고 이 일은 4·19 혁명의 기폭제가 되었다.

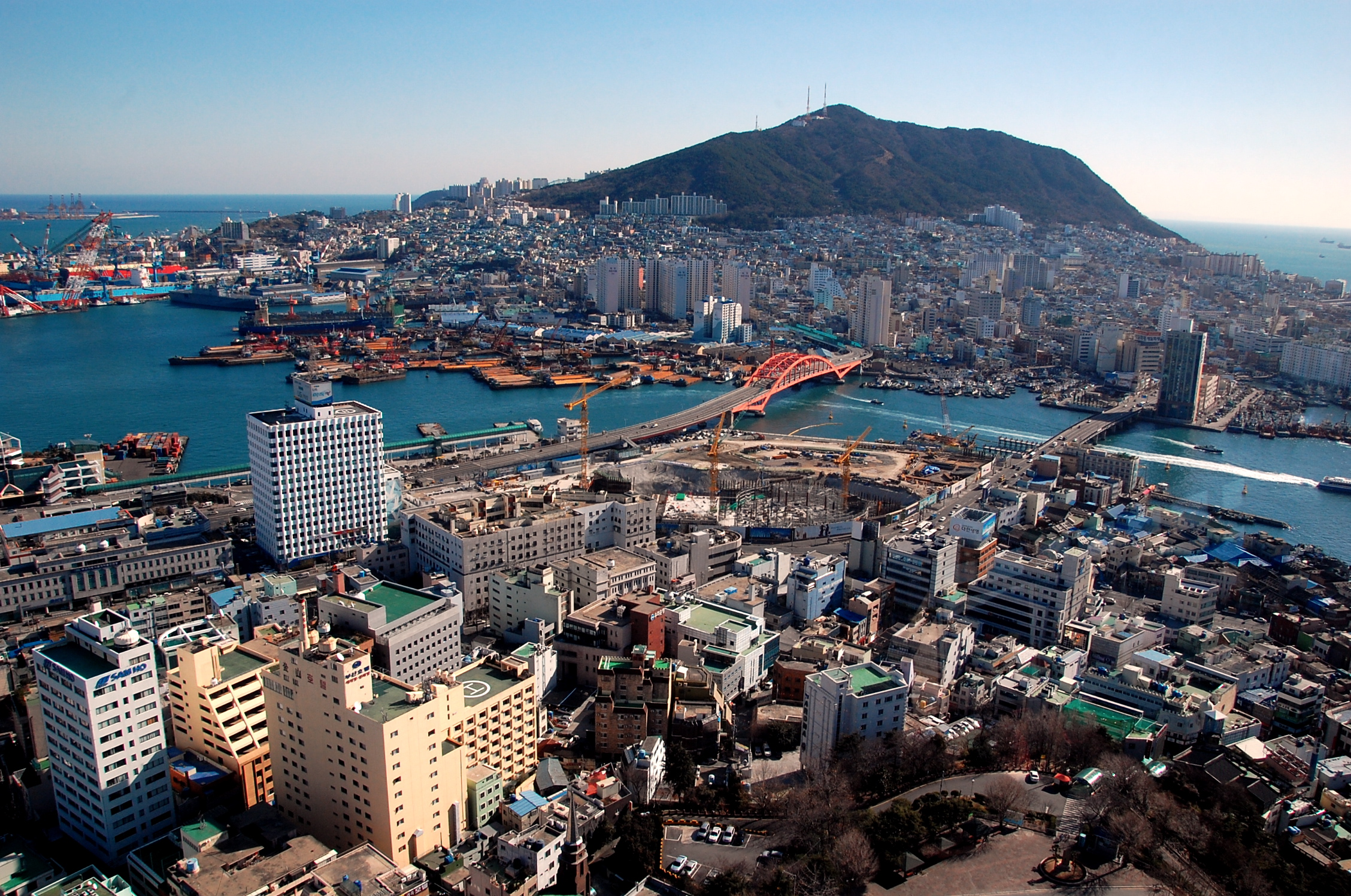
2008년 촬영한 부산시의 모습

1960년대 초부터 남동연안의 항구 도시들이 공업화되기 시작하였고 이후 1970년대에 들어 철강과 정유를 비롯한 중화학공업, 조선을 중심으로 하는 중공업, 자동차 공업 등이 발달하였다. 국가가 주도하는 산업 발전 계획 속에서 남동임해공업지역을 비롯한 여러 공업지역이 남해안에 들어서게 되었다. 이후 1990년대에 이르기까지 한국의 고속성장기 동안 남해안 지역의 공업 역시 큰 성장을 이뤘다.
1997년 IMF 사태 와중에 대우중공업 등의 기업 도산 사태는 남해안 지역의 경제에 큰 타격을 주었다. 이후 창원국가산업단지 등의 산업은 크게 재편되었다.

### 21세기
한국 경제의 성장 둔화와 함께 남해 동부 지역의 공업단지들은 미국의 러스트 벨트와 같이 쇠락할 수도 있다는 위기감을 느끼고 있다. 2013년 불황으로 대대적인 정리해고를 하였던 조선업은 2024년 10년만의 호황을 맞았지만 중국의 매서운 추격을 받고 있다.

## 지역별 인구
남해에 면한 지역별 인구는 다음과 같다.
| 광역           | 기초           | 인구      |
| -------------- | -------------- | --------- |
| 전라남도       | 여수시         | 267,392   |
| 전라남도       | 순천시         | 272,041   |
| 전라남도       | 광양시         | 147,378   |
| 전라남도       | 보성군         | 35,955    |
| 전라남도       | 고흥군         | 58,735    |
| 전라남도       | 장흥군         | 33,396    |
| 전라남도       | 강진군         | 31,266    |
| 전라남도       | 완도군         | 47,655    |
| 전라남도       | 해남군         | 62,459    |
| 전라남도       | 진도군         | 29,233    |
| 경상남도       | 하동군         | 39,125    |
| 경상남도       | 남해군         | 39,706    |
| 경상남도       | 사천시         | 109,008   |
| 경상남도       | 고성군         | 48,650    |
| 경상남도       | 통영시         | 121,626   |
| 경상남도       | 거제시         | 238,671   |
| 경상남도       | 창원시         | 1,007,142 |
| 부산광역시     | 부산광역시     | 3,279,604 |
| 울산광역시     | 울산광역시     | 1,107,432 |
| 제주특별자치도 | 제주특별자치도 | 676,767   |

대한민국의 전반적인 고령화와 출생율 저하로 남해안 지역의 인구 역시 감소추세를 보이고 있다. 특히 섬 지역의 고령화와 인구 감소는 다른 지역에 비해 뚜렷하다. 거제도와 같이 육지와 연결되어 있고 산업 기반이 있는 지역은 그나마 인구 감소율이 적으나 이를 제외한 남해안의 섬 전체에서 인구 감소율은 매우 커서 육지와 연결되지 않은 전라남도의 40개 섬과 경상남도의 13개 섬은 향후 50년 이내에 인구가 소멸되어 무인도가 될 가능성이 있다.

## 산업

### 어업

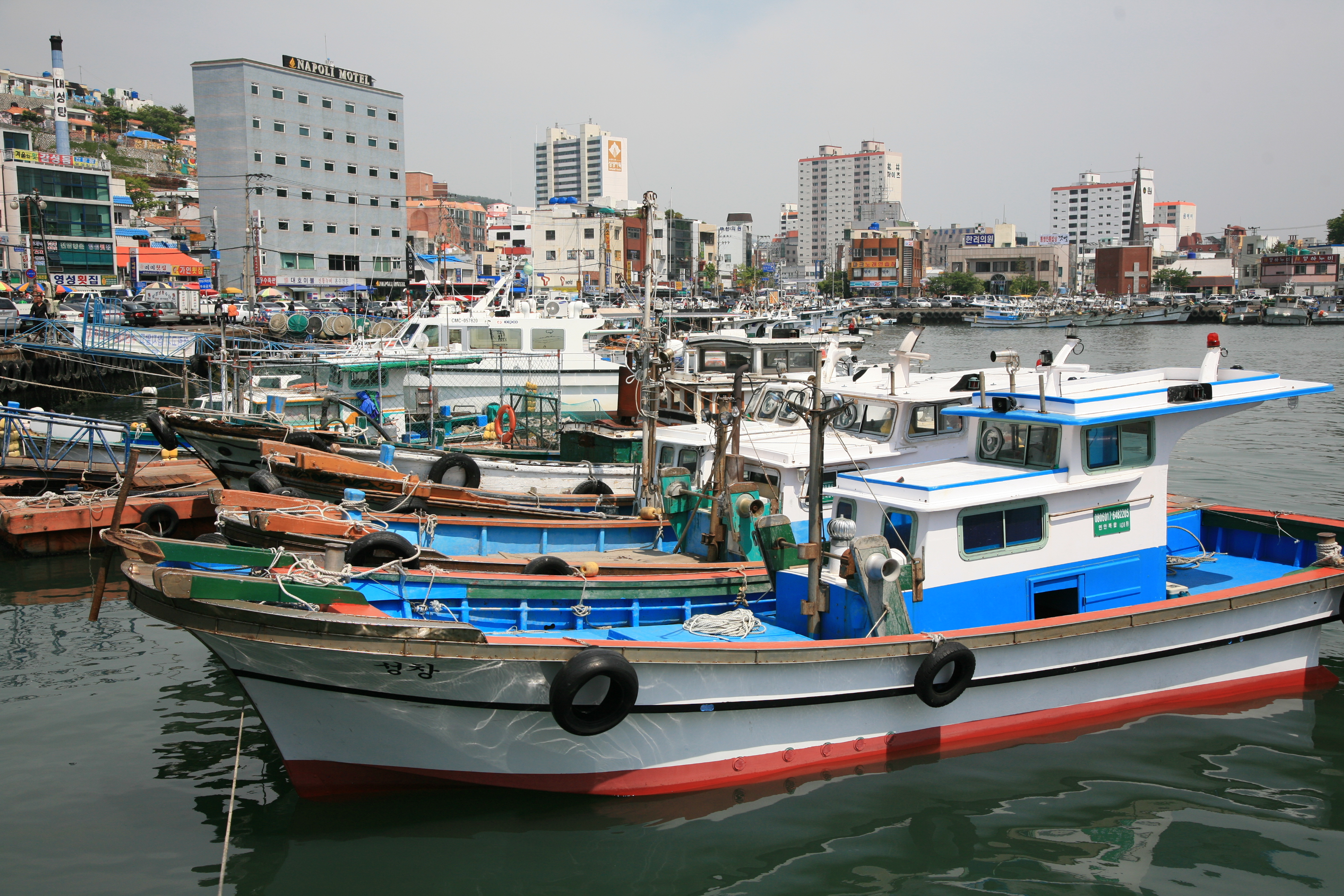
통영항에 정박중인 어선들

남해는 해마다 평균 92만 톤의 어획량을 보이는 대한민국 최대의 어장이다. 멸치, 고등어, 갈치, 쥐치, 오징어, 정어리 등이 주로 잡힌다. 기후 변화로 인해 1970년대에는 주로 온대성 어류가 많이 잡힌 반면 1990년대 이후 난류성 어류가 60% 이상을 차지하고 있다. 양식업 역시 남해에 집중되어 전체 양식 생산량의 91.8 %가 남해에 집중되어 있다. 남해의 양식은 해마다 김을 비롯한 해조류가 약 61만 톤, 바지락이나 꼬막 같은 조개류가 31만 톤, 광어 등의 어류가 약 4만 5천 여 톤 가량 생산되고 있다.
기후 변화는 어획량에 매우 민감한 영향을 주고 있다. 남해 동부는 대마난류와 북한한류가 계절에 따라 영향을 주는 수역으로 겨울철에는 꼼치와 같은 어종이 잘 잡혔으나 지속적인 수온 상승으로 어장이 변화하여 겨울에도 난류성 어종인 멸치가 잡히고 꼼치의 어획량은 급감하면서 어민간의 갈등 요소가 되기도 한다.

### 농업
남해안 지역에서도 가장 많은 재배 면적을 보이는 작물은 벼이다. 이를 제외하면 배추, 콩, 파, 양파, 고추, 오이 등의 채소들이 재배되고 참외, 토마토와 같은 과수용 채소도 재배된다. 남해안 지역은 복잡한 지형으로 각 지역마다 생장환경이 달라 표준적인 작물을 특정하기 어려우나 서쪽으로는 배추와 양파가 동쪽으로는 고구마 등이 많이 재배되고 있다.
대한민국에서 재배되는 마늘은 추위에 강한 한지형과 따듯한 기후에서 자라는 난지형으로 구분할 수 있으며 남해안과 제주 연안은 겨울철에도 대부분 영상의 기온을 유지하는 지역이어서 대표적인 난지형 마늘 생산지이다.

### 광업
경상남도 창원시와 전라남도 여수시 인근에는 일제강점기부터 개발된 광산들이 다수 존재한다. 그러나 개발 당시부터 산출량이 적었기 때문에 현재는 운영되는 곳이 없다. 마산합포구의 함안광산은 구리와 은을 산출하였고 여수의 돌산, 백포 등지에도 광산이 운영되었다가 폐광되었다. 경상남도의 폐광산 수는 2016년 기준 338개소이고 내륙과 연안 가릴 것 없이 산재해 있다. 이들 폐광산은 각종 중금속의 유출과 같은 환경 문제의 원인이 되고 있다.

### 공업

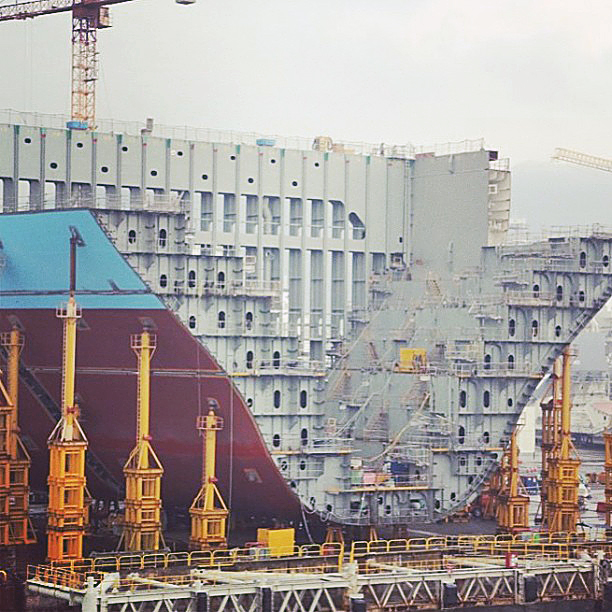
거제도 한화오션의 조선소

남해안의 대표적인 공업지역으로는 남동임해공업지역이 있다. 이 지역에는 포항제철을 비롯하여 각종 중공업 플랜트가 밀집해 있다. 또한 선박을 건조하는 조선업이 발달해 있어 울산광역시의 HD현대중공업, 거제도의 삼성중공업, 한화오션을 비롯한 크고 작은 많은 조선소들이 밀집하여 있다.
조선업은 세계 경기의 영향을 크게 받는 산업이어서 호황과 불황 사이의 등락이 심한 업종이다. 1998년 IMF 사태 이후에도 호황이 이어져 울산과 거제, 통영 등 지역 경제에 버팀목이 되었던 조선업은 2013년 불황과 함께 대대적인 대량 해고를 감행하여 사회 문제가 되기도 하였다. 2020년 이후 다시 경기 호조와 함께 수주량이 늘고 세계적인 조선 능력을 보이고 있지만 외부적으로는 중국의 추격이 매섭고 산업 구조 면에서는 원청과 하청의 이중구조로 된 노동력이 문제로 부각되고 있다. 원청에 비해 더 적은 임금으로 보다 위험한 일을 맡게 되는 하청 노동자는 조선업 불황 시기 제일 먼저 해고 대상이 되었고, 이후 조선업이 호황을 맞게 된 뒤로도 이러한 경험 때문에 복귀를 꺼릴 수 밖에 없다.
한편 남해안에 인접한 창원국가산업단지는 기계 산업에 특화되어 있다.

### 발전소

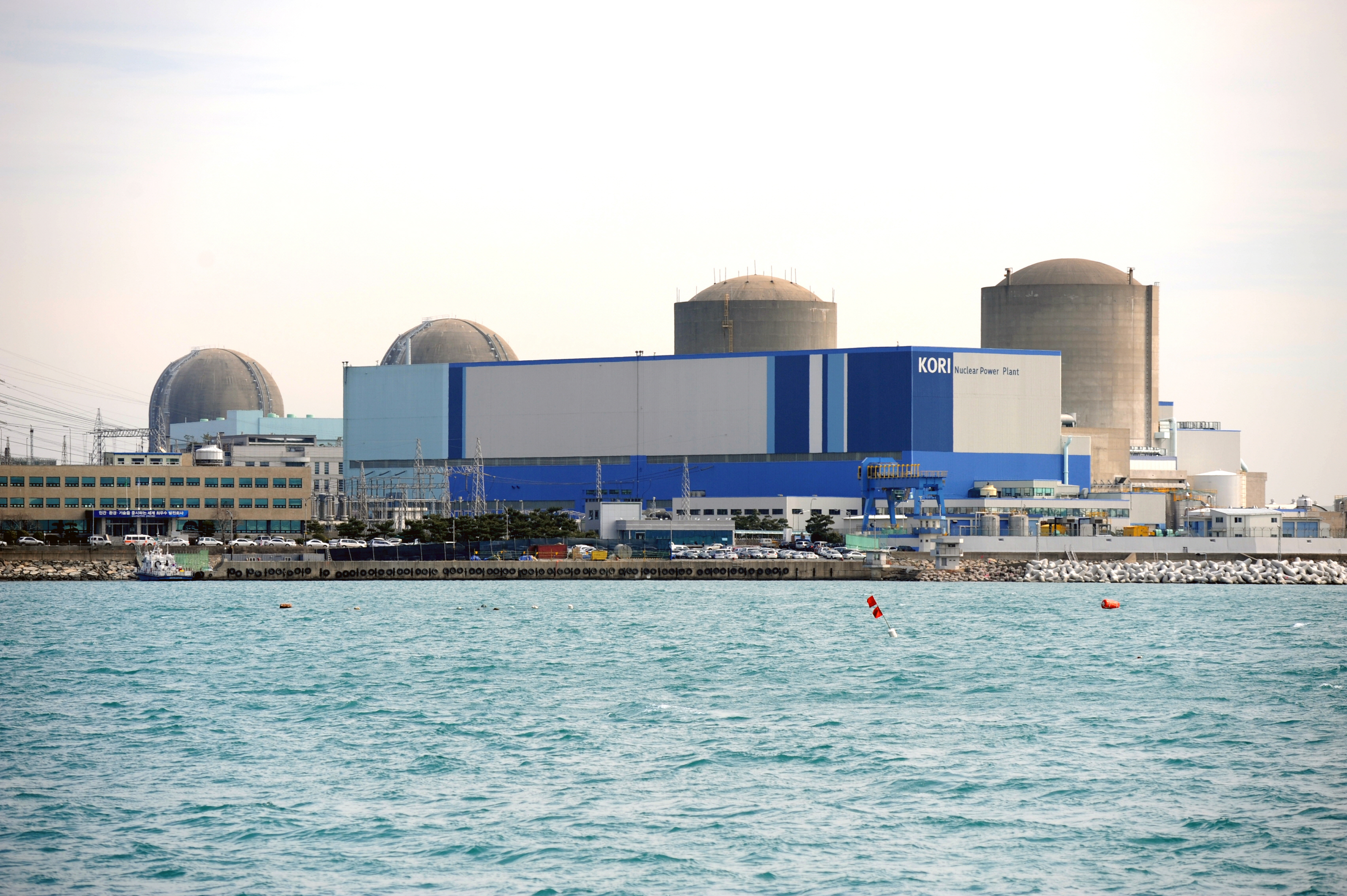
고리원자력발전소

남해안 지역은 남동임해공업지역을 비롯한 각종 산업의 전력 공급을 위해 산업화 초기부터 대형 발전소들이 건설되었다. 특히 고리원자력발전소는 대한민국 최초의 상용 원자로로서 1978년 준공되었다. 고리원자력발전소는 현재 2호기, 3호기, 4호기, 신1호기, 신2호기의 5기가 운영중이다. 1호기는 2017년 운행을 중단하였고 2030년부터 해체할 계획을 추진중이다. 울산에는 새울원자력발전소에서 2기의 원자로가 가동되고 있다.
화력발전으로는 한국남부발전의 하동화력발전소와 한국남동발전의 삼천포화력발전소가 운영중이며 통영시, 고성군, 남해군, 하동군 등지에 새로운 화력발전소 건설이 계획되어 있다.
원자력발전소는 방사능 안전 문제로, 화력발전소는 온실가스인 이산화탄소의 배출 문제로 모두 부정적 요인을 지니고 있다. 최근에는 이러한 문제를 피하고자 신재생에너지를 이용한 태양광발전와 풍력발전을 추진하고 있다. 한국에너지기술연구원은 남해서부를 태양광발전 효율이 높은 곳으로 꼽고 있으며 여러 기업들이 광양만, 순천만, 신안군, 진도군 등에 태양광발전소를 설치하였다. 대한민국의 신재생에너지 발전 비율은 2010년 1% 정도에서 2023년 9% 정도로 증가하였다.

## 관광

순천만 습지의 갈대숲

남해의 주요 관광지는 크게 보아 경관과 자연환경을 즐기는 각종 공원과 보존지역, 역사적 배경을 지닌 유적과 유물, 지역의 축제나 해수욕 등의 놀이 및 여가 활동으로 구분할 수 있다.
자연환경과 경관을 즐기는 대표적 관광지는 다도해해상국립공원과 한려해상국립공원이다. 순천만의 습지는 갈대가 크게 숲을 이루어 빼어난 경관을 자랑하고 보성 벌교 갯벌은 널직히 발달한 갯벌의 독특한 풍광을 볼 수 있다.
한산도를 비롯한 통영시의 곳곳에는 이순신과 관련한 유적지들이 방문객을 맞는다. 한산도에는 제승당이 있고 통영 시내에는 통영 삼도수군통제영과 세병관이 있다. 통영 근대역사문화공간은 근대화 이후의 유적들을 살펴 볼 수 있고 거제포로수용소는 한국전쟁 당시 역사의 한 측면을 살필 수 있다. 순천은 비교적 일찍 철도가 개통된 곳으로 순천 조곡동 철도문화마을에서는 일제강점기 시기 철도관련 종사자의 관사를 살펴 볼 수 있다.
해수욕장으로는 부산의 광안리해수욕장, 완도군의 명사십리해수욕장 등이 유명하고 해남군에는 한반도의 최남단인 땅끝마을이 있다.

## 교통

### 철도

대한민국의 철도 노선

남해안으로 이어지는 철도 노선에는 다음과 같은 것들이 있다.
| 노선번호 | 노선명     | 시점       | 종점         | 노선종류   |
| -------- | ---------- | ---------- | ------------ | ---------- |
| 302      | 경부선     | 서울역     | 부산역       | 화물, 여객 |
| 30212    | 가야선     | 사상역     | 범일역       | 화물, 여객 |
| 30213    | 양산화물선 | 물금역     | 양산화물역   | 화물       |
| 307      | 경전선     | 삼랑진역   | 광주송정역   | 화물, 여객 |
| 30701    | 진해선     | 창원역     | 통해역       | 화물       |
| 30702    | 광양제철선 | 광양역     | 태금역       | 화물       |
| 30703    | 광양항선   | 황길역     | 광양항역     | 화물       |
| 30704    | 광주선     | 광주송정역 | 광주역       | 화물, 여객 |
| 30705    | 신광양항선 | 초남역     | 신광양항역   | 화물       |
| 30706    | 부산신항선 | 진례역     | 부산신항역   | 화물       |
| 30707    | 덕산선     | 창원역     | 덕산역       | 화물       |
| 30708    | 전경삼각선 | 평화역     | 성산역       | 화물, 여객 |
| 30709    | 신항북선   | 부산신항역 | 북철송장역   | 화물       |
| 30710    | 신항남선   | 부산신항역 | 남철송장역   | 화물       |
| 309      | 전라선     | 익산역     | 여수엑스포역 | 화물, 여객 |
| 30902    | 여천선     | 덕양역     | 적량역       | 화물, 여객 |
| 311      | 동해선     | 부산진역   | 삼척역       | 화물, 여객 |
| 31101    | 우암선     | 부산진역   | 신선대역     | 화물       |
| 31102    | 부전선     | 가야역     | 부전역       | 화물, 여객 |
| 31103    | 온산선     | 남창역     | 온산역       | 화물       |
| 31105    | 울산항선   | 태화강역   | 울산항역     | 화물       |
| 31109    | 울산신항선 | 망양역     | 울산신항역   | 화물       |

### 고속도로
남해안을 지나는 고속도로에는 다음과 같은 것들이 있다.
| 번호 | 이름                 | 기점                          | 종점                                |
| ---- | -------------------- | ----------------------------- | ----------------------------------- |
| 1    | 경부고속도로         | 부산광역시 금정구 구서동      | 서울특별시 서초구 양재동            |
| 10   | 남해고속도로         | 전라남도 순천시 서면 동산리   | 부산광역시 북구 덕천동              |
| 25   | 호남고속도로         | 전라남도 순천시 서면 동산리   | 충청남도 논산시 연무읍 고내리       |
| 27   | 순천완주고속도로     | 전라남도 순천시 해룡면 복성리 | 전북특별자치도 완주군 용진읍 용흥리 |
| 35   | 통영대전고속도로     | 경상남도 통영시 용남면 동달리 | 대전광역시 동구 비룡동              |
| 65   | 동해고속도로         | 부산광역시 해운대구 좌동      | 경상북도 영덕군 강구면 상직리       |
| 600  | 부산외곽순환고속도로 | 경상남도 김해시 진영읍 우동리 | 부산광역시 기장군 일광읍 화전리     |

### 항만

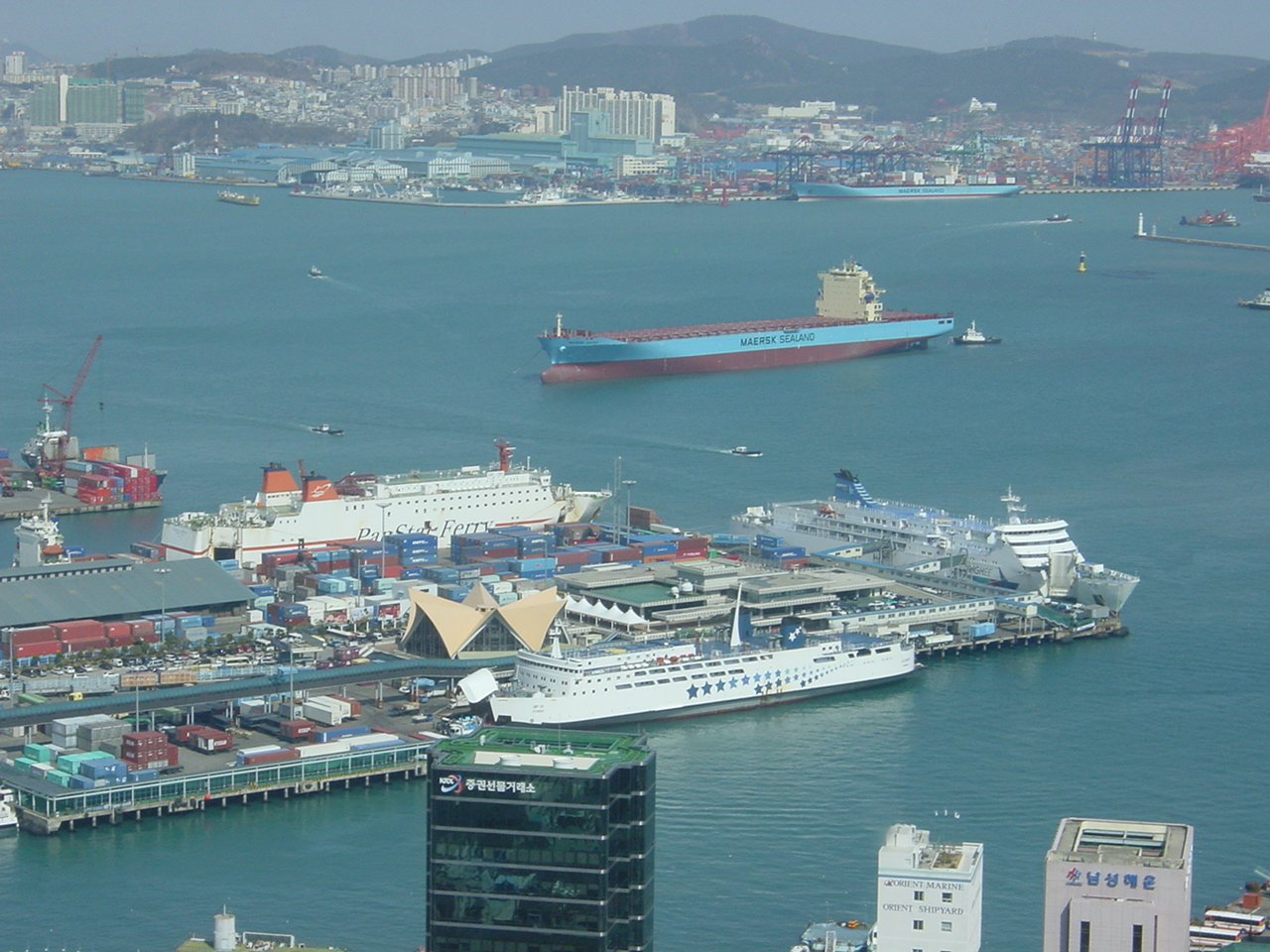
부산항

- 거제항
- 광양항
- 마산항
- 부산항
- 삼천포항
- 여수항
- 완도항
- 울산항
- 제주항
- 진도항
- 진해항
- 통영항

### 항공
- 김해국제공항
- 여수공항
- 울산공항

## 같이 보기
- 동해
- 황해
- 대한해협
  - 부산해협(서수로)
  - 쓰시마 해협(동수로)
- 제주해협
- 한려해상 국립공원
- 다도해해상 국립공원
- 남해고속도로
- 남중국해